# 索基利尼基 (利維夫州)
49°46′37″N 23°57′41″E / 49.77694°N 23.96139°E
索基利尼基（羅馬化：Sokilnyky）是烏克蘭西部的村莊，隸屬利維夫州的利維夫區。該村始建於1397年，面積7.06平方公里，海拔高度326米，2021年人口5,000，人口密度每平方公里811.19人。